# Zilok
Zilok était une plateforme de mise en relation entre particuliers et/ou professionnels qui désirent louer tous types de biens.

## Historique
Zilok a été créé en 2007 par Marion Carrette, Gary Cige et Thibaud Elzière et est décrit comme l'eBay de la location,.